# All the Love You Cannes!
All the Love You Cannes! è un documentario del 2002, co-diretto da Gabriel Friedman, Lloyd Kaufman e Sean McGrath, prodotto dalla Troma.

## Trama
Il documentario mostra l'annuale parata della Troma sul tappeto rosso del Festival di Cannes, mettendo in scena ragazze prosperose, uomini grassi nudi, punkabbestia che vomitano, e intervistando registi quali Quentin Tarantino, Claude Chabrol e Roger Corman.

## Critiche
Il documentario è stato definito dalla rivista Variety «di un'anarchia folle», mentre per la rivista Nocturno «All the Love You Cannes! è un utile viaggio alla scoperta dei retroscena meno conosciuti del festival più famoso del mondo. Un reality show che è anche una guida di sopravvivenza per le piccole produzioni indipendenti».